# مولي كازان
مولي كازان (بالإنجليزية: Molly Kazan)‏ هي كاتِبة أمريكية، ولدت في 16 ديسمبر 1906 في نيويورك في الولايات المتحدة، وتوفي بنفس المكان في 14 ديسمبر 1963 بسبب اضطراب عصبي.

## وصلات خارجية
- مولي كازان على موقع IMDb (الإنجليزية)
- مولي كازان على موقع قاعدة بيانات برودواي على الإنترنت (الإنجليزية)
- مولي كازان على موقع قاعدة بيانات برودواي على الإنترنت (الإنجليزية)